# Tabu (film fra 1931)
|  | For andre betydninger, se Tabu (flertydig) |
Tabu (originaltitel: Tabu: A Story of the South Seas) er en amerikansk stumfilm fra 1931, instrueret af F.W. Murnau.
Filmen er delt i to kapitler. Den første kaldet "Paradise" handler om to elskeres liv på en sydhavsø indtil de bliver tvunget til at flygte fra øen, da pigen bliver valgt til gudernes tjenestepige. Andet kapitel hedder "Paradise Lost", og handler om parrets liv på en koloniseret ø, og hvordan de tilpasser sig og udnyttes af den vestlige civilisation.
Filmens historie blev skrevet af Robert J. Flaherty og F.W. Murnau. Udover åbningsscenen blev filmen instrueret alene af F.W. Murnau. Filmen blev hans sidste, da han døde på hospitalet efter en bilulykke den 11. marts 1931 en uge før filmen havde premiere i New York.
Fotografen Floyd Crosby vandt en Oscar for bedste fotografering for sit arbejde med filmen.

## Produktionshistorie

### Forproduktion
F.W. Murnau kom fra to problemfyldte Fox Studios-produktioner De fire djævle (1928) og Vort daglige brød (1930), mens Flahertys dokumentar om indianere, "Acoma the Sky City" blev lukket ned. De to instruktører kendte hinanden gennem Flahertys bror David, og Murnau udtrykte ønske om at lave en film i Tahiti
sammen med Flaherty der havde erfaring med de indfødte der.
Murnau og Flaherty skrev en historie kaldet Turia og startede deres eget produktionsselskab, Flaherty-Murnau Productions. Turia var baseret på en legende som Flaherty havde hørt mens han arbejdede på W.S. Van Dykes film Hvide skygger (1928) og indeholdt mange elementer der siden blev til Tabu.
Murnau besøgte Tahiti i maj 1929 og fik følgeskab med Flaherty en måned senere, for at lede efter lokationer på den nærtliggende ø Bora Bora. Mens de ledte fandt de deres kvindelige hovedrolle Anne Chevalier på en lokal cocktailbar.
Filmen skulle oprindeligt være betalt af det lille produktionsselskab Colorart. Til september havde Murnau kun modtaget $5.000 ud af de lovede penge. Efter flere telegrammer blev han så træt af det, at han valgte selv at betale filmen.
For at reducere omkostningerne, sendte Murnau Hollywood-mandskabet hjem, og trænede i stedet de indfødte i at arbejde som filmens crew. Han skrottede også planerne om at filme i farver og ændrede det til sort og hvid.
Filmens manuskript blev genskrevet og titlen blev ændret til Tabu: A Story of the South Seas for at undgå eventuelle juridiske problemer med Colorart. Dette blev starten på et dårligt arbejdsfælleskab mellem Murnay og Flaherty. Flaherty kunne ikke lide det nye manuskript Flaherty kunne ikke lide det nye manuskript, og følte, at det var alt for plottet og vestliggjort.

### Produktion
Produktionen startede i januar 1930, hvor Flaherty instruerede åbningsscenen, hvilket blev den eneste scene han instruerede i filmen.
Flaherty begyndte at få tekniske problemer, da kameraet fik filmen til at knække. Han tilkaldte fotografen Floyd Crosby for at hjælpe ham og resten af filmen blev filmet af Crosby.
Murnau, Flaherty og Crosby var de eneste professionelle filmskabere der arbejdede på Tabu. Resten af mandskabet bestod af lokale indfødte.
Flaherty arbejdede med historien sammen med Murnau under produktionen, men han var ikke medinstruktør, som han troede han skulle være. Han brugte mest tid på at arbejde med at fremkalde filmen i laboratoriet.
Flaherty hadede Murnau for dette og for den arrogance og egoisme han udviste under produktionen.

### Efterproduktion
Produktionen blev færdig i oktober 1930. Flaherty havde levet på kun $40 om ugen og var gået fallit ved afslutningen på filmoptagelserne. Et par dage efter indspilningen var færdig, solgte han sin andel i filmen til Murnau for $25.000.
Tilbage i Los Angeles, brugte Murnau vinteren på at klippe filmen, og brugte de sidste af sine penge på at hyre Hugo Riesenfeld til at skrive musikken til filmen. Distributionsrettighederne blev solgt til Paramount Pictures i fem år for en pris på $75.000 hvilket gav ham penge til at betale Flaherty.

## Udgivelse og modtagelse
Filmen havde premiere 18. marts i New Yorks New Century Theatre en uge efter Murnaus død. Filmen blev ingen biografsucces da den blev udgivet og indtjente kun 472.000 dollars verden over, hvilket ikke var nok til at dække Paramounts og Murnaus investering.
Floyd Crosby vandt en Oscar for bedste fotografering ved den fjerde oscaruddeling.